# Sauber C30
Chronologie des modèles (2011)
Sauber C24 Sauber C31
La Sauber C30 est la monoplace de Formule 1 engagée par l’équipe Sauber F1 Team dans le cadre du championnat du monde de Formule 1 2011. Présentée le 31 janvier 2011 sur le circuit de Valence, elle débutera en championnat le 27 mars 2011 au Grand Prix d’Australie, pilotée par le Japonais Kamui Kobayashi et le Mexicain Sergio Pérez.
L’ingénieur britannique James Key, devenu directeur technique au cours de la saison 2010 de l’écurie suisse, supervise la conception de la monoplace, qui conserve un moteur V8 Ferrari. En revanche, le SREC conçu par BMW Sauber et utilisé par la F1.09 au début de la saison 2009, cède sa place à un système développé par Ferrari.
L'écurie Sauber F1 Team termine la saison, marquée par la disqualification des deux monoplaces lors de la manche d'ouverture à Melbourne en raison d'un aileron arrière non réglementaire, avec 44 points (30 points marqués par Kobayashi et 14 points par Pérez), ce qui la classe 7e au classement du championnat du monde des constructeurs devant Toro Rosso mais derrière Force India.

## Bilan de la saison 2011

### Résumé
Contrairement à la BMW Sauber C29, la C30 est fiable dès le début de la saison ce qui lui permet de se classer régulièrement dans le top 10. Lors de la première course à Melbourne, Sergio Pérez et Kamui Kobayashi terminent dans les points, terminant à la 7e et 8e place respectivement, marquant un total de 10 points. Cependant, après la découverte d'un aileron arrière non réglementaire (il est jugé trop incurvé d'après les articles 3.10.1 et 3.10.2 du règlement technique), les deux voitures sont disqualifiées et leurs points sont redistribués,.
Kobayashi notamment termine dans le top 10 des sept premières courses, dont une 5e place à Monaco, qui lui permettent d'engranger 25 points. Pérez quant à lui est contraint à l'abandon en Malaisie quand un lest échappé de la voiture de Sébastien Buemi vient frapper le châssis de sa monoplace. Au Grand Prix d'Espagne, Pérez marque ses premiers points, grâce à une 9e position. Mais lors de la course suivante, il s’écrase en Q3 à la sortie du tunnel de Monaco. Il souffre alors d'une commotion cérébrale et d'une contracture de la cuisse,, qui le contraignent à l'abandon et l'empêchent de prendre le départ du Grand Prix du Canada ; l'ancien pilote Sauber, Pedro de la Rosa, le remplace et termine douzième.

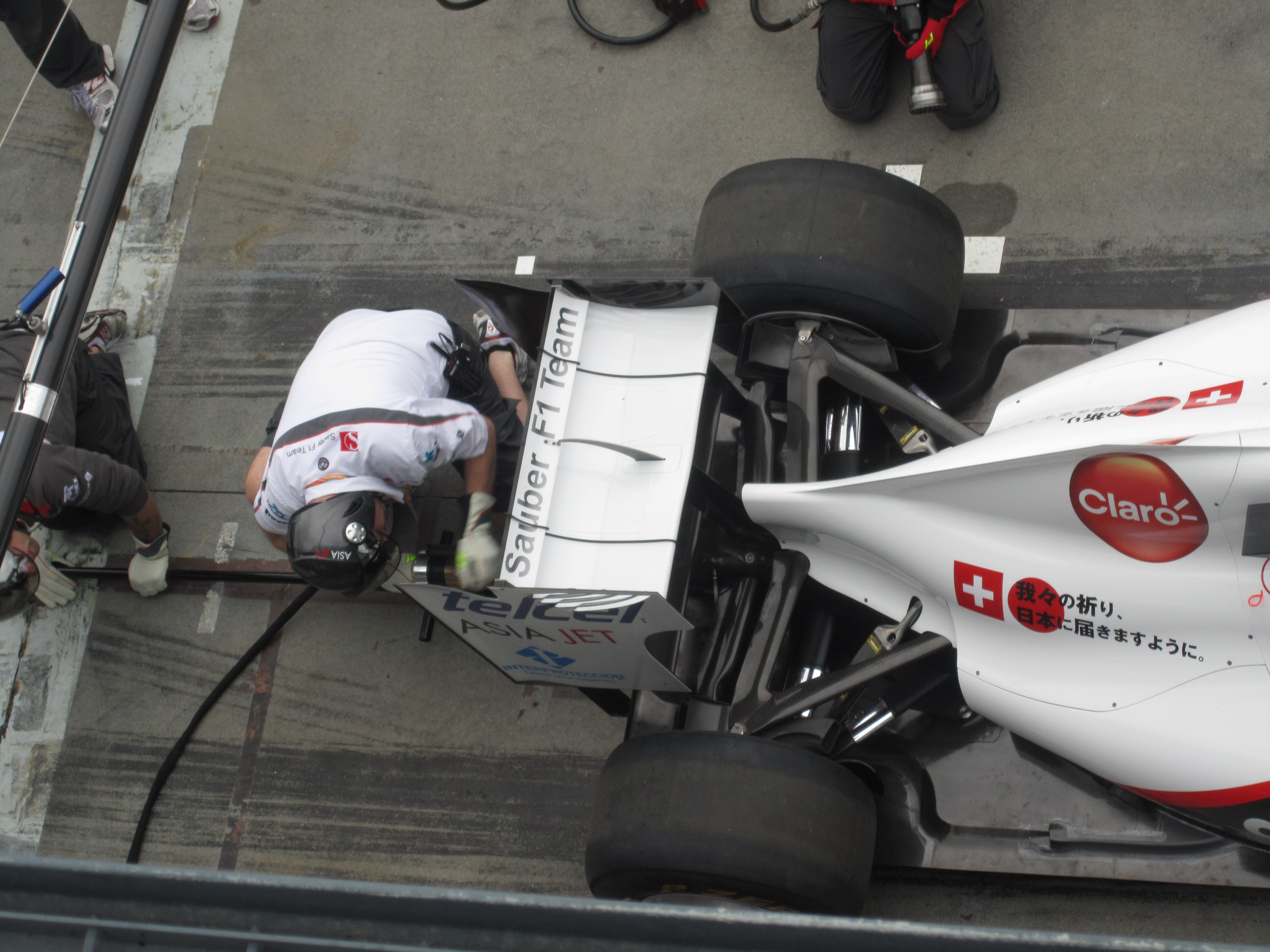
L'aileron incriminé en début de saison de la C30.

Les C30 se montrent moins performantes sur les dix courses suivantes, même si Pérez réalise son meilleur résultat en course, en Grande-Bretagne, terminant 7e . Kobayashi ne termine qu'une seule fois dans les points en Allemagne. Alors que Sauber espère marquer des points au Grand Prix d'Italie, l'écurie enregistre un double abandon à cause de soucis de boîte de vitesses,. Un mieux est constaté en fin de saison, Kobayashi terminant les deux dernières courses dans les points, 10e à Abou Dabi et 9e au Brésil. Au total, les deux pilotes ont accumulé le même nombre de points que Sauber C29 de la saison précédente.

### Statistiques
| Départs en Grands Prix - 19 pour Kamui Kobayashi - 17 pour Sergio Pérez (remplacé par Pedro de la Rosa au Canada) Abandons - 3 pour Kamui Kobayashi - 3 pour Sergio Pérez Victoires - 0 pour Kamui Kobayashi - 0 pour Sergio Pérez | Podiums - 0 pour Kamui Kobayashi - 0 pour Sergio Pérez Meilleurs résultats en qualification - 0 pole position pour Kamui Kobayashi - 0 pole position pour Sergio Pérez Meilleurs tours en course - 0 meilleur tour en course pour Kamui Kobayashi - 0 meilleur tour en course pour Sergio Pérez | Points inscrits - 44 points pour Sauber F1 Team - 30 points pour Kamui Kobayashi - 14 point pour Sergio Pérez Classements aux championnats du monde - Sauber F1 Team : 7e - Kamui Kobayashi : 12e - Sergio Pérez : 16e |

### Résultats en championnat du monde de Formule 1
| Saison | Écurie         | Moteur              | Pneus   | Pilotes          | Courses | Courses | Courses | Courses | Courses | Courses | Courses | Courses | Courses | Courses | Courses | Courses | Courses | Courses | Courses | Courses | Courses | Courses | Courses | Points inscrits | Classement |
| Saison | Écurie         | Moteur              | Pneus   | Pilotes          | 1       | 2       | 3       | 4       | 5       | 6       | 7       | 8       | 9       | 10      | 11      | 12      | 13      | 14      | 15      | 16      | 17      | 18      | 19      | Points inscrits | Classement |
| ------ | -------------- | ------------------- | ------- | ---------------- | ------- | ------- | ------- | ------- | ------- | ------- | ------- | ------- | ------- | ------- | ------- | ------- | ------- | ------- | ------- | ------- | ------- | ------- | ------- | --------------- | ---------- |
| 2011   | Sauber F1 Team | Ferrari V8 Type 056 | Pirelli |                  | AUS     | MAL     | CHI     | TUR     | ESP     | MON     | CAN     | EUR     | GBR     | ALL     | HON     | BEL     | ITA     | SIN     | JAP     | COR     | IND     | ABU     | BRÉ     | 44              | 7e         |
| 2011   | Sauber F1 Team | Ferrari V8 Type 056 | Pirelli | Kamui Kobayashi  | Dsq     | 7e      | 10e     | 10e     | 10e     | 5e      | 7e      | 16e     | Abd     | 9e      | 11e     | 12e     | Abd     | 14e     | 13e     | 15e     | Abd     | 10e     | 9e      | 44              | 7e         |
| 2011   | Sauber F1 Team | Ferrari V8 Type 056 | Pirelli | Sergio Pérez     | Dsq     | Abd     | 17e     | 14e     | 9e      | Np      |         | 11e     | 7e      | 11e     | 15e     | Abd     | Abd     | 10e     | 8e      | 16e     | 10e     | 11e     | 13e     | 44              | 7e         |
| 2011   | Sauber F1 Team | Ferrari V8 Type 056 | Pirelli | Pedro de la Rosa |         |         |         |         |         |         | 12e     |         |         |         |         |         |         |         |         |         |         |         |         | 44              | 7e         |

Légende : ici